# 筒井ヒロミ
筒井ヒロミ（つつい ヒロミ、1977年 - ）は、日本の漫画家。栃木県生まれ。

## 経歴
2009年、32歳で会社を辞めて漫画の持ち込みを始める。
2011年、第13回アックスマンガ新人賞・南伸坊個人賞を受賞して、漫画家デビュー。

## 単行本
- 『トロミちゃん THE TOROBAKO GIRL』青林工藝舎、2013年10月。ISBN 978-4883793914。

## 雑誌特集
「アックス」VOL/95 特集：磋藤にゅすけ×筒井ヒロミ（青林工藝舎 2013年10月）ISBN 978-4883793907